# Gebhardshain
Gebhardshain là một đô thị thuộc huyện Altenkirchen, trong bang Rheinland-Pfalz, phía tây nước Đức. Đô thị Gebhardshain có diện tích 5,97 km², dân số thời điểm ngày 31 tháng 12 năm 2006 là 1879 người. Đô thị này tọa lạc ở Westerwald, cự ly khoảng 20 km về phía tây nam của Siegen. Gebhardshain là thủ phủ của Verbandsgemeinde ("đô thị tập thể") Gebhardshain.